# Dalcera
Dalcera is een geslacht van vlinders van de familie Dalceridae.

## Soorten
- D. abrasa Herrich-Schäffer, 1854
- D. alba Druce, 1887
- D. ampela Druce, 1890
- D. canescens Tams, 1926
- D. consanguinea Dyar, 1927
- D. haywardi Orfila, 1961
- D. laxta Druce, 1890
- D. nigrella Dognin
- D. semirufa Druce, 1910
- D. variegata Jones, 1908